# كا-19 صانعة الأرامل
كا-19 صانعة الأرامل (بالإنجليزية: K-19:The Widowmaker) هو فيلم إثارة حربي تدور أحداثه حول الكوارث التي وقعت بأول غواصة نووية سوفيتية كا-19.
أنتج الفيلم كاثرين بجلو، وكان نجماه هاريسون فورد وليام نيسون. تبنى السيناريو كريستوفر كايل، لقصة كتبها لويس نورا، مبنية على أحداث حقيقية ذُكرت في كتاب بيتر هاتشاوزن. كان إنتاج الفيلم دوليًا، إذ شاركت فيه شركات من الولايات المتحدة والمملكة المتحدة وكندا وألمانيا.
كلف إنتاج الفيلم 100 مليون دولار، لكن إجمالي الإيرادات كانت 35 مليون دولار فقط في الولايات المتحدة و30.5 مليون دولار في باقي أنحاء العالم. لم يمول الفيلم من قبل أي استوديو رئيسي (كانت ناشيونال جيوجرافيك مملوكة لناشيونال جيوغرافيك بارتنرز، وهي شراكة بين 21 سينتري فوكس وجمعية ناشيونال جيوجرافيك)، ما جعل الفيلم واحدًا من أكثر الأفلام المستقلة كلفة حتى تاريخه. جرى التصوير في كندا، وبالأخص تورونتو، أونتاريو، وجيملي، مانيتوبا وهاليفاكس، نوفا سكوشيا.

## النقد
أجرت قناة روسيا اليوم مقابلة مع فيكتور ستريليتس، أحد بحارة الغواصة كا-19، وقد أكد في المقابلة عدم توفر أردية مضادة للأشعة النووية وقت الحادث. عندما عرض محاور البرنامج على الضيف قضية الخلاف الموضح في الفيلم بين قائد الغواصة ونائبه قال الضيف إن الأمر كان عكس ذلك تمامًا. ذكر فيكتور ستريليتس إنه في السيناريو الأول أضيفت مشاهد لسرقة البحارة للبرتقال لشدة الجوع، موضحًا أن البحارة كانوا يحصلون على الطعام بمعدلات أعلى بكثير من رفاقهم في أسلحة المشاة والدبابات. وكذلك أشار البحار السوفيتي إلى أن السيناريو الأول كان يصور البحارة السوفيت كمجموعة من البلهاء.

## وصلات خارجية
- كا-19 صانعة الأرامل على موقع IMDb (الإنجليزية)
- كا-19 صانعة الأرامل على موقع ميتاكريتيك (الإنجليزية)
- كا-19 صانعة الأرامل على موقع الموسوعة البريطانية (الإنجليزية)
- كا-19 صانعة الأرامل على موقع روتن توميتوز (الإنجليزية)
- كا-19 صانعة الأرامل على موقع نتفليكس (الإنجليزية)
- كا-19 صانعة الأرامل على موقع قاعدة بيانات الأفلام العربية
- كا-19 صانعة الأرامل على موقع ألو سيني (الفرنسية)
- كا-19 صانعة الأرامل على موقع Turner Classic Movies (الإنجليزية)
- كا-19 صانعة الأرامل على موقع أول موفي (الإنجليزية)
- كا-19 صانعة الأرامل على موقع بوكس أوفيس موجو (الإنجليزية)